# Guerra etolia
La Guerra Etolia (191 a. C. - 189 a. C.) fue un conflicto librado entre la República Romana y sus aliados de Macedonia y la Liga Aquea contra la Liga Etolia y su aliado del Reino de Atamania. Los etolios habían invitado a Antíoco III Megas a invadir Grecia, que tras su derrota en la Batalla de las Termópilas, fue obligado a abandonar el territorio helénico. Con Antíoco fuera de Grecia, los romanos y sus aliados pasaron a atacar a los etolios. Tras un año de conflicto, los etolios fueron derrotados y forzados a pagar una multa de 1000 talentos de oro.

## Preludio
Tras la derrota del Reino de Macedonia en la segunda guerra macedónica, estalló una disputa entre la Liga Etolia y Roma debido al reparto de tierras. Roma tenía el respaldo de los demás miembros de la coalición anti-macedonia, Pérgamo y Rodas y por lo tanto los etolios se vieron obligados a ceder. Sin embargo, los indignados etolios buscaron venganza y enviaron ofertas con el objetivo de expulsar a Roma de Grecia a Nabis, rey de Esparta, a Filipo V, rey de Macedonia y a Antíoco III el Grande. Nabis, que se había visto obligado a aceptar unos denigrantes términos tras ser derrotado por los romanos y la Liga Aquea aceptó, pero fue asesinado por los propios etolios. Filipo que había sido derrotado en la segunda guerra macedónica y tenía que pagar una ingente cantidad de dinero como indemnización y que tenía a su hijo como rehén, declinó la oferta. Antíoco por su parte vio en esta oferta la oportunidad de expandir su territorio hacia Europa y aceptó la alianza embarcándose inmediatamente hacia Roma.
Antíoco desembarcó en Demetrias al mando de una fuerza de 10.000 soldados de infantería y 500 soldados de caballería y se dedicó a intentar ganar para su causa a algunas naciones griegas. Los romanos, alarmados por la llegada de Antíoco, enviaron una fuerza al mando del cónsul Manio Acilio Glabrión para enfrentarse al monarca oriental. Los dos ejércitos se enfrentaron en la Batalla de las Termópilas y los romanos derrotaron a Antíoco de tal manera que sólo 500 de sus hombres sobrevivieron. La mayoría de las tropas supervivientes se embarcaron de nuevo hacia Asia Menor.

## Campaña en Tesalia
La huida de Antíoco dejó a los etolios sin aliados y el victorioso ejército romano avanzó sin oposición hacia Tesalia. La fuerza romana comandada por Glabrión envío una embajada a la ciudad con la oferta de que si entregaban la población, serían perdonados. Los defensores no respondieron y el ejército romano decidió tomar la ciudad por la fuerza e inició las tareas de sitio.
Los romanos comenzaron el asedio lanzando ramas encendidas por encima de las murallas de la ciudad. Para contrarrestar esta estratagema, los etolios decidieron hacer varias salidas con el objetivo de dispersar a los atacantes. El asedio resultó agotador para los defensores en contraste con los romanos que gracias a su superioridad numérica, cuando sus tropas se cansaban, podían reemplazarlas por tropas de refresco. La inferioridad numérica de los etolios les impedía utilizar esta estrategia.
Tras 24 días de sitio, el cónsul sabía del grado de cansancio de los etolios debido a la larga duración del asedio, gracias a los informes de los desertores. Glabrión, sabiéndose por tanto en una posición de ventaja, diseñó un plan para tomar la ciudad: a medianoche, el cónsul mandó a todos sus soldados regresar al campamento, que mantuvo en inactividad hasta las tres de la madrugada, momento en el que ordenó reanudar el sitio. Los etolios por su parte, pensando que los romanos habían abandonado durante ese día el asedio, habían dejado su puesto. Glabrión, a sabiendas de que su plan surtiría efecto ordenó atacar la ciudad por tres posiciones y dio órdenes a Tiberio Sempronio, que estaba a cargo de la tercera parte de sus tropas, esperar órdenes y movilizarse cuando se oyeran ruidos. Cuando los dormidos etolios oyeron que los romanos se aproximaban, se prepararon para la batalla y trataron de abrirse camino luchando en la oscuridad. Los romanos por su parte habían empezado a trepar por las murallas a través de escalas o de muros medio derruidos. Mientras todos los etolios se habían aproximado al lugar donde atacaba Glabrión, Sempronio penetró en la ciudad por otro punto. Cuando los etolios vieron la trampa en la que habían caído se retiraron de la ciudad. Glabrión entonces permitió a sus soldados saquear la ciudad.
Cuando las tropas terminaron de saquear la ciudad, Glabrión ordenó separar a su ejército en dos grupos. Uno de ellos debía situarse en una colina que estaba a igual altura de la ciudadela, desde donde podían disparar proyectiles. El otro grupo debía situarse en la parte delantera. Al ver los dos frentes de ataque, los etolios decidieron rendirse. Entre los que se rindieron destaca el líder etolio Damocrito.
Mientras los romanos atacaban Traquinia, Filipo y su ejército al que se había unido una pequeña fuerza romana iniciaron el asedio de la ciudad de Lamia. Se entregaron a la tarea con tal ímpetu que según Tito Livio parecía que estuvieran compitiendo entre ellos. En vista de las escasas posibilidades de realizar progresos, Filipo temió que si los romanos tomaban Heraclea, Lamia se rendiría a los romanos. Los temores de Filipo se hicieron realidad cuando un mensajero de los romanos le ordenó abandonar el sitio.

## Etolia
Los etolios todavía mantenían la esperanza de que Antíoco volvería a Grecia con una nueva fuerza y le enviaron una embajada. Los enviados le dijeron también que si no podía ceder tropas les diera un poco de dinero. Antíoco envió dinero a los etolios para que pudieran mantener la guerra y les prometió el envío de refuerzos.
Sin embargo, la caída de Traquinia destrozó el espíritu de lucha de los etolios que enviaron una delegación a los romanos. El cónsul Glabrión estipuló una tregua de diez días y envío a su legado, Lucio Valerio Flaco para que parlamentara con los etolios. Los romanos demandaron a los etolios la entrega de Dicearco, Monestas de Epiro y Aminandro de Atamania. Los etolios decidieron obedecer a los romanos y enviaron a los hombres requeridos para que los condenaran. Sin embargo, unos pocos días más tarde, Nicandro uno de los enviados a Antíoco volvió con noticias de la llegada del rey con refuerzos. Los refuerzos seléucidas animaron a los etolios a seguir resistiendo.
Cuando Acilio tuvo noticias de que los etolios no habían cumplido con sus exigencias, marchó a la cabeza de su ejército y puso bajo sitio a Naupacto. El asedio de Naupacto se prolongó dos meses hasta que Tito Quincio Flaminino llegó a la ciudad. Cuando el consular paseaba a lo largo de las murallas, muchos de los ciudadanos le reconocieron y le rogaron auxilio. El líder de la ciudad accedió a que Flaminino enviara a Roma una delegación presentando el caso de la ciudad. Tras esto, los romanos levantaron el sitio y se dirigieron hacia Fócida.
Cuando la embajada que había sido enviada a Roma regresó, comunicó a los dirigentes de la Liga Etolia que no había ninguna esperanza de paz. Los etolios tomaron entonces el monte Córax y bloquearon el paso. Los aqueos por su parte comenzaron a asolar la costa etolia enfrente del Peloponeso. Los etolios esperaban que los romanos reanudaran el asedio de Naupacto, pero éste decidió lanzar un ataque sorpresa contra la ciudad de Lamia. A pesar del ataque sorpresa, Lamia fue capaz de repeler un primer embate. Cuando los romanos regresaron a su campamento, el general les comunicó que la próxima vez que regresaran al campamento ya habrían tomado Lamia. Unas horas después, Lamia caía.
Los romanos, viendo que no podían tomar Naupacto sin atacar Anfisa desplegaron un exhaustivo sitio a ésta rodeando la ciudad por todos los segmentos de la muralla. Cuando los etolios tuvieron noticias de la llegada del cónsul Lucio Cornelio Escipión Asiático junto a su hermano Escipión el Africano, huyeron de la ciudad y se encerraron en el interior de su ciudadela.
Atenas por su parte envío una embajada a los romanos pidiendo que reconsideraran la petición de paz de los etolios.

## Conclusión y Tratado
Así, tras un año de conflicto, los etolios fueron derrotados y los romanos redactaron un tratado que convirtió a los etolios en un estado títere de Roma. Ahora, los etolios debían de luchar en cualquier guerra que estos llevaran a cabo, además de contar con los mismos aliados y enemigos que los romanos, tener que pagar una multa de 1000 talentos  de oro e intercambiarse los prisioneros y rehenes.